# Кодемо, Луиджа
Луиджа Кодемо (итал. Luigia Codemo; 5 сентября 1828, Тревизо — 3 августа 1898, Венеция) — итальянская писательница.
Много путешествовала и в 1851 вышла замуж за Карла фон Герштенбранда. Произведения Кодемо посвящены почти исключительно отражению семейной и народной жизни.

## Произведения
- «Berta» (1858);
- «Miserie e splendori della povera gente» (3 изд. 1865); * «L’ultima Delmosti» (1867 — драма);
- «Una donna di cuore» (1869);
- «Scene e descrizioni» (1871);
- «La rivoluzione in casa» (2 изд. 1872);
- «I nuovi ricchi» (1876);
- «Andrea» (2 изд. 1877);
- «Pagine fanigliari» (2 изд. 1878);
- «Scene marinare» (1879);
- «Svago a buona scuola» (1880);
- «Le Zattere» (1881);
- «Racconti, scene, bozzetti e produzioni drammatiche» (2 т., 1882)
- и многие другие.